# Paranthropus robustus
Paranthropus robustus (ili Australopithecus robustus) je vrsta hominina prvobitno otkrivena u Južnoafričkoj Republici 1938. godine. Po karakteristikama lubanje, razvoj P. robustusa odvijao se prema jačanju sposobnosti žvakanja tvrdih materijala. Zbog osobina koje se asociraju s ovom robusnom linijom australopitecina, antropolog Robert Broom uspostavio je rod Paranthropus i u njega svrstao tu vrstu.
Znanstvenici procjenjuju da je Paranthropus robustus živio između 2,0 i 1,2 milijuna godina prije današnjice. P. robustus imao je veliku sagitalnu krestu, jaku čeljust, čeljusne mišiće i kutnjake i pretkutnjake.

## Otkriće
Nakon Dartovog otkrića vrste Australopithecus africanus, Robert Broom je podržavao njegove tvrdnje da je Australopithecus africanus predak Homo sapiensa. Broom je bio škotski liječnik koji je u to vrijeme radio u Južnoafričkoj Republici i započeo vlastita iskapanja diljem južnoe Afrike u potrazi za novim primjercima vrste koju je Dart bio prethodno otkrio. Broom je 1938., u starosti od 70 godina, prilikom iskapanja u Kromdraaiju (Južnoafrička Republika) pronašao dijelove lubanje i zube koji su sličili Dartovom primjerku vrste Australopithecus africanus, ali je lubanja imala neke "robusne" karakteristike.
Među otkrivenim fosilima bili su dijelovi lubanje i zubi stari 2 milijuna godina. Fosilna nalazišta vrste Paranthropus robustus mogu se pronaći samo u Južnoafričkoj Republici u Kromdraaiju, Swartkransu, Drimolenu, te špiljama Gondolin i Coopers. U špilji kod Swartkransa otkriveni su ostaci 130 jedinki. Analiza zubiju tih hominina pokazala je da je prosječan P. robustus rijetko živio dulje od 17 godina.
Paranthropus robustus je prva otkrivena "robusna" vrsta hominida, pronađena je dugo prije P. boiseija i P. aethiopicusa. Broomovo otkriće P. robustusa bilo je prvo otkriće robusnog australopitecina i drugo otkriće australopitecina općenito nakon vrste Australopithecus africanus, kojeg je otkrio Dart. Broomov rad na australopitecinima pokazao je da evolutivni trag koji je vodio do Homo sapiensa nije bio pravocrtan, već pun raznolikosti.

## Morfologija
Karakteristično za sve robusne australopitecine, P. robustus je imao glavu oblikom sličnu gorilinoj, s masivnije građenom čeljusti i zubima u odnosu na hominine u liniji roda Homo. Sagitalna kresta, koja se protezala duž vrha lubanje, služila je kao hvatište za velike mišiće za žvakanje. Lubanju DNH 7 vrste Paranthropus robustus, popularno nazvanu "Euridika", je 1994. otkrio Andre Keyser u špilji Drimolen u Južnoj Africi; stara je 2,3 milijuna godina i pripadala je ženki.
Zubi tih primata bili su veći i deblji od bilo kojeg otkrivenog gracilnog australopitecina, pa je zbog morfoloških razlika Broom prvobitno priključio svoj primjerak vrsti Australopithecus robustus. Mužjaci P. robustusa bili su visoki samo 1,2 m i težili 54 kg, dok su ženke bile niže od 1 metra i težile samo 40 kg, što ukazuje na izražen spolni dimorfizam. Zubi P. robustusa gotovo su iste veličine kao i kod P. boisei.
Broom je pažljivo analizirao svoje otkriće i primijetio razlike u veličini kutnjaka, koji su nešto više bili nalik kutnjacima gorila nego ljudskim kutnjacima. U Južnoj Africi pronađeno je još ostataka P. robustusa. Prosječna veličina mozga ove vrste iznosi samo 410 do 530 cm3, otprilike kao kod čimpanza. Neki znanstvenici tvrde da se ishrana P robustusa sastojala od tvrde hrane kao što su orasi i lukovice, jer su živjeli u otvorenim šumama i savanama. Novija istraživanja ukazuju na to da su oni vjerojatno bili svejedi generalisti, dok drugi tvrde da su se hranili tvrdom hranom samo za vrijeme oskudice.
Istraživanje omjera izotopa stroncija u zubima (2011.) ukazalo je na to da su grupe vrsta Australopithecus africanus i P. robustus u Južnoj Africi bile patrilokalne: ženke su se, za razliku od mužjaka, nastanjivale dalje od mjesta rođenja.

## Vanjske poveznice
- MNSU  Arhivirana inačica izvorne stranice od 6. ožujka 2006. (Wayback Machine), pristupljeno 3. kolovoza 2014.
- Archaeology Info  Arhivirana inačica izvorne stranice od 16. svibnja 2011. (Wayback Machine), pristupljeno 3. kolovoza 2014.
- Paranthropus robustus - Human Origins Program instituta The Smithsonian, pristupljeno 3. kolovoza 2014.
- Pronađena najpotpunija lubanja čovjeka-majmuna - ali on je ona  Arhivirana inačica izvorne stranice od 5. prosinca 2007. (Wayback Machine), pristupljeno 3. kolovoza 2014.
- Istraživači diskutiraju o otkriću fosila čovjeka-majmuna, pristupljeno 3. kolovoza 2014.
- Početna stranica špilje Coopers  Arhivirana inačica izvorne stranice od 7. rujna 2008. (Wayback Machine), pristupljeno 3. kolovoza 2014.